# Balthasar Frišovic
Balthasar Frišovic, též Frisowitz, přívlastek Neosoliensis (* Banská Bystrica) byl humanistický učenec, právník.

## Životopis
Školy absolvoval v Banské Bystrici. Právo studoval na univerzitě ve Frankfurtu nad Odrou a ve Štrasburku (1624-1626). Autor několika právnických disputací a řečí, které vyšly v Německu a ve Francii (1624-1627).